# Uiterdijk (Westerkwartier)
Uiterdijk is een streekje en een polder in het zuiden van het Humsterland, ten noorden van Niezijl en ten zuiden van Heereburen in de gemeente Westerkwartier in de Nederlandse provincie Groningen. Het ligt ten noorden van de Oude Riet en bestaat uit drie boerderijen, waarvan de meest oostelijke Knobbemaheerd genoemd wordt. De beide twee zuidelijke boerderijen hebben elk een eigen oprit vanuit Niezijl en de noordelijke boerderij vanaf de Heereburen. Vlak langs de Knobbemaheerd voert sinds 1999 een fietspad richting Niehove. De polder werd vroeger ook wel Okswerder Uiterdijk (ten noorden van de Okswerderdijk) genoemd ter onderscheiding van de Niehoofdster Uiterdijk ten noorden ervan.
De polder is vernoemd naar de Uiterdijk die in 1566 werd gelegd rond de westelijke buitendijkse gebieden van Humsterland vanaf Pamahuis (Oudebosch; een edele heerd) tot aan 'Lanckwoltmer doeve ofte slaepende sijllpijpe' (Langewolder dove of slapende zijlpijp), die volgens Formsma dicht bij de 'Knobbehorne' lag; de uitmonding van de Oude Riet in het Kommerzijlsterriet. Deze 'slapende' zijl (sluis), die vanwege de hoge kosten en weinige effectiviteit ook wel Peperzijl (als zijnde peperduur) werd genoemd, was iets eerder vervangen door de Nije Sloterzijl bij Niezijl.